# 瑞奇·斯廷博特
瑞奇·斯廷博特（英語：Ricky Steamboat，1953年2月28日—），本名老理查·亨利·布勞德（英語：Richard Henry Blood Sr.），是美國的職業摔角選手。瑞奇·斯廷博特知名於美國摔角協會、國家摔角聯盟、世界冠軍摔角及世界摔角聯盟時期。

## 冠軍及成就

### 楓葉摔角（英语：Maple Leaf Wrestling）
- NWA美國重量級冠軍（一次）1[5]

### 中大西洋冠軍摔角 /世界冠軍摔角
- NWA中大西洋重量級冠軍（英语：NWA Mid-Atlantic Heavyweight Championship）（兩次）[6]
- NWA中大西洋雙打冠軍（英语：NWA Mid-Atlantic Tag Team Championship）（四次；與保羅·瓊斯（英语：Paul Jones (wrestler)）三次、與傑伊·揚布拉德一次[7]）
- WCW世界電視冠軍（英语：WCW World Television Championship）（四次）[8]
- WCW美國重量級冠軍（四次）[9][10][11]
- NWA世界重量級冠軍（英语：NWA World Heavyweight Championship）（一次）2[12]
- WCW世界雙打冠軍 （八次；與傑伊·揚布拉德五次、與保羅·瓊斯一次、與達斯汀·羅茲一次、與尚恩·道格拉斯（英语：Shane Douglas）一次[13]）

### 國家摔角聯盟
- 國家摔角聯盟名人堂（英语：NWA Hall of Fame）（2012年）[14]

### 職業摔角畫報
- PWI Years（個人）-第134名（2003年）
- PWI Years（團體）-第96名（2003年；與尼古拉·沃爾科夫）
- PWI年度賽事（1987年；與蘭迪·沙瓦吉）
- PWI年度賽事（1989年；與瑞克·福萊爾）
- PWI最激勵人心選手（2009年）
- PWI最佳新人（1977年）
- PWI史丹利·威斯頓獎（1995年）
- PWI年度雙打（1978年；與保羅·瓊斯）
- PWI 500-第6名（1992年）
- PWI Years（個人）-第13名（2003年）[15]
- PWI Years（團體）-第19名（2003年；與傑伊·揚布拉德）[16]

### 職業摔角名人堂（英语：Professional Wrestling Hall of Fame and Museum）
- 職業摔角名人堂（2012年）[4]

### 世界摔角聯盟 / 世界摔角娛樂
- WWF洲際冠軍（一次）[17]
- 世界摔角娛樂名人堂（2009年）

### 摔角觀察通訊獎（英语：Wrestling Observer Newsletter awards）
- 五星級賽事（1989年；與瑞克·福萊爾）
- 五星級賽事（1989年；與瑞克·福萊爾）
- 五星級賽事（1989年；與瑞克·福萊爾）
- 五星級賽事（1992年；世界大戰）
- 年度雙打（1983年；與傑伊·揚布拉德）
- 年度賽事（1987年；與蘭迪·沙瓦吉）
- 年度賽事（1989年；與瑞克·福萊爾）
- 摔角觀察通訊名人堂（1996年）

1在此期間，NWA美國重量級冠軍是隸屬於中大西洋冠軍摔角，但會有來自其他聯盟的挑戰者。

2瑞奇·斯廷博特斯在泰德·透納從吉姆·克羅基特收購中大西洋冠軍摔角並更名為世界冠軍摔角前贏得冠軍頭銜。